# M. S. Gopalakrishnan
M. S. Gopalakrishnan, aka MSG, (Chennai, 10 de junio de 1931-ib, 3 de enero de 2013) fue un violinista en el campo de la música carnática. Fue galardonado con los premios Padma Bhushan, Padma Shri, Kalaimamani, Kalanidhi Sangeetha y 1997 Premio Académico Sangeet Natak. Es agrupado junto con Lalgudi Jayaraman y TN Krishnan como parte de la trinidad de violín de la música carnática.
Gopalakrishnan murió en Chennai, India, a las 2 a. m. el 3 de enero de 2013, a la edad de 81 años. Le sobreviven su esposa Meenakshi, sus hijas M. Narmadha y Latha, e hijo Suresh.